# David Frost (diplomat)
 Ikke at forveksle med David Frost (tv-vært).
David George Hamilton Frost, baron Frost, CMG (født 21. februar 1965 i Derbyshire) er en britisk diplomat. Han var i 2020 kommissær for Storbritanniens exitforhandlinger med EU. Frost har været medlem af Overhuset siden 2020, han er en livstids-baron.
Frost fungerede som britisk ambassadør i Danmark fra 2006 til 2008.

## Udmærkelser
- CMG (2006)
- Baron (2020)